# Włodzimierz Galewicz
Włodzimierz Andrzej Galewicz (ur. 20 lipca 1952 w Lublinie) – polski filozof, eseista, tłumacz, profesor nauk humanistycznych, nauczyciel akademicki Uniwersytetu Jagiellońskiego.

## Życiorys
W początkowym okresie swojej działalności naukowej zajmował się głównie filozofią fenomenologiczną, z którą wiązał się również jego redakcyjny i translatorski udział w niemieckojęzycznej edycji Gesammelte Werke R. Ingardena (pięć tomów opublikowanych w Wydawnictwie Niemeyera w latach 1994-1999). Od dłuższego czasu jego zainteresowania skupiają się na trzech dziedzinach etyki: analizie podstawowych pojęć etycznych, historii etyki i bioetyce. Od 2004 jest redaktorem naczelnym Internetowego Czasopisma Filozoficznego.
W 2006 został wybrany na prezesa Polskiego Towarzystwa Bioetycznego. Od 2007 przewodniczy naukowemu kolegium utworzonego z jego inicjatywy Interdyscyplinarnego Centrum Etyki UJ.
W 2020 r. został członkiem korespondentem PAN.

## Monografie i zbiory esejów
- N. Hartmann, Warszawa 1988.
- Analiza dobra, Kraków 1988.
- Studia z etyki przekonań, Universitas: Kraków 1998.
- Sokrates i Kirke. Sceny z etyki antycznej, Wydawnictwo Literackie: Kraków 2000.
- Z Arystotelesem przez greckie tragedie. Glosy i ilustracje do Etyki nikomachejskiej, Wydawnictwo Literackie: Kraków 2002.
- Z Arystotelesem przez greckie tragedie. Część 2: O błądzeniu, przymusie i dobrowolności, Wydawnictwo Literackie: Kraków 2003.
- Status ludzkiego zarodka a etyka badań biomedycznych, Wydawnictwo UJ, Kraków 2013.
- Dobro i sprawiedliwość w opiece zdrowotnej, Wydawnictwo UJ, Kraków 2018.
- Odpowiedzialność i sprawiedliwość w etyce Arystotelesa, Wydawnictwo Marek Derewiecki, Kęty 2019.

## Antologie
- Moralność i profesjonalizm: Spór o pozycję etyk zawodowych, TAiWPN Universitas, Kraków 2010.
- Antologia bioetyki, t. I: Wokół śmierci i umierania, TAiWPN Universitas, Kraków 2009.
- Antologia bioetyki, t. II: Początki ludzkiego życia, TAiWPN Universitas, Kraków 2010.
- Antologia bioetyki, t. III: Badania z udziałem ludzi, TAiWPN Universitas, Kraków 2011.
- Antologia bioetyki, t. IV: Sprawiedliwość w medycynie, część 1: Wokół prawa do opieki zdrowotnej; część 2: Dystrybucja zasobów w opiece zdrowotnej, TAiWPN Universitas, Kraków 2015.
- Antologia bioetyki, t. V: Prawda, poufność, autonomia – problemy informacji w etyce medycznej, redakcja naukowa Włodzimierz Galewicz, TAiWPN Universitas, Kraków 2018.
- Antologia bioetyki, t. VI: Ochrona zdrowia psychicznego, redakcja naukowa Włodzimierz Galewicz, TAiWPN Universitas, Kraków 2019.

## Wybrane tłumaczenia i edycje krytyczne
- Edmund Husserl, Filozofia jako ścisła nauka, Warszawa 1991.
- Franz Brentano, Psychologia z empirycznego punktu widzenia, BKF, Warszawa 1999.
- Immanuel Kant, Metafizyczne podstawy nauki o cnocie, Wydawnictwo ANTYK, Kęty 2005.
- Święty Tomasz z Akwinu, Traktat o cnotach (Summa teologii I-II, 49-67), Wydawnictwo ANTYK, Kęty 2006.
- Immanuel Kant, Metafizyczne podstawy nauki prawa, Wydawnictwo Marek Derewiecki, Kęty 2006.
- Święty Tomasz z Akwinu, Traktat o szczęściu (Summa teologii I-II, 1-5), Wydawnictwo Marek Derewiecki, Kęty 2008.
- Immanuel Kant, Metafizyka moralności, w: Immanuel Kant, Dzieła zebrane, tom V, Wydawnictwo Naukowe Uniwersytetu Mikołaja Kopernika, Toruń 2011, s. 289-622.
- Święty Tomasz z Akwinu, Traktat o roztropności  (Summa teologii II-II, 47-56), Wydawnictwo Marek Derewiecki, Kęty 2011.
- Święty Tomasz z Akwinu, Traktat o ludzkim działaniu  (Summa teologii I-II, 6-21), przełożył i opracował Włodzimierz Galewicz, Wydawnictwo Marek Derewiecki, Kęty 2013.
- Święty Tomasz z Akwinu, Traktat o prawie (Summa teologii I-II, 90-97), przełożył i opracował Włodzimierz Galewicz, Wydawnictwo Marek Derewiecki, Kęty 2014.
- Święty Tomasz z Akwinu, Traktat o sprawiedliwości (Summa teologii II–II, q. 57–80), przełożył i opracował Włodzimierz Galewicz, Wydawnictwo Marek Derewiecki, Kęty 2016.